# S-chanf
S-chanf (německy a do roku 1943 oficiálně Scanfs) je obec ve švýcarském kantonu Graubünden, okresu Maloja. Nachází se v údolí Engadin, asi 17 kilometrů severovýchodně od Svatého Mořice v nadmořské výšce 1660 metrů. Žije zde 690 obyvatel.

## Geografie
S-chanf leží na severovýchodním okraji okresu Maloja, v horním Engadinu. Nadmořská výška území obce se pohybuje od 1 556 do 3 227 metrů (Piz Vadret). Obcí protéká řeka Inn.

## Historie

S-chanf (1954)

V roce 1932 bylo na skalnatém výběžku Botta Striera severně od obce (2050 m) objeveno pravěké sídliště. Používalo se od střední doby bronzové (melaunská kultura) do doby laténské. Nejstarší zmínka o obci pochází z let 1137/39 pod názvem Scaneves.
V roce 1527 došlo ke koupi biskupského obilního desátku. V roce 1543 se S-chanf územním rozdělením Horního Engadinu stal samostatnou obcí s 13 000 ha půdy. Kostel sv. Marie je doložen v roce 1450. Nová budova pochází z roku 1493, věž je starší, pravděpodobně ze 14. století. V roce 1518/20 se S-chanf oddělil od velké farnosti Zuoz. Farnost vyčkala na smrt svého oblíbeného kněze a v roce 1570 změnila víru. Z farních matrik je patrné významné vystěhovalectví obyvatel od 17. až do počátku 20. století, zejména z ekonomických důvodů.
Vojenská střelnice Zuoz/S-chanf, která existuje od roku 1940, byla v roce 1976 přemístěna do areálu zaniklého poutního kostela S. Güerg a spolu s příjmy za vodné a oblasti národního parku, nacházející se v katastru obce, tvoří finanční základ obecního rozpočtu.

## Obyvatelstvo

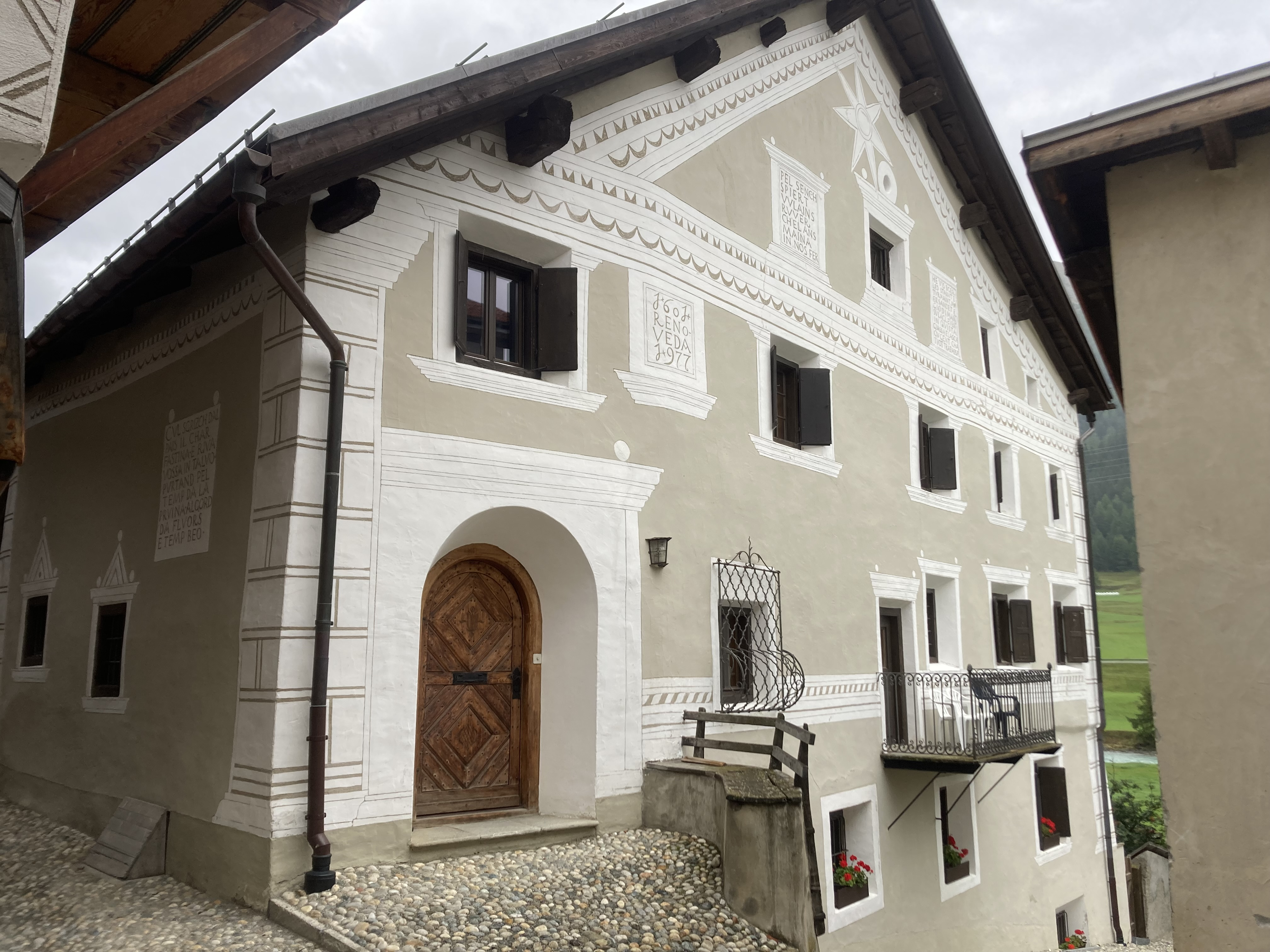
Tradiční architektura v obci

| Rok            | 1781 | 1806 | 1850 | 1900 | 1950 | 2000 | 2005 | 2010 | 2012 | 2014 | 2019 |
| Počet obyvatel | 423  | 450  | 439  | 402  | 460  | 620  | 651  | 712  | 748  | 715  | 681  |

### Jazyky
S-chanf je jednou z převážně rétorománsky mluvících obcí v regionu. Místní obyvatelé mluví hlavně nářečím putér (hornoengadinský dialekt rétorománštiny) a němčinou (graubündenským dialektem). K nim se v menší míře přidávají italština a portugalština, jazyky, jimiž mluví přistěhovalci, kteří se zde usadili.
Až do poloviny 19. století mluvili všichni obyvatelé rétorománsky. S rozvojem cestovního ruchu přešla část obyvatel na němčinu. V letech 1880–1941 však zůstala jazyková situace poměrně stabilní. Zatímco v roce 1880 se k rétorománštině hlásilo 86 % a v roce 1900 82 % obyvatel, v roce 1941 to bylo 81 %. Do roku 1970 tento podíl klesl na 65 %, v následujícím desetiletí opět prudce vzrostl a od té doby neustále klesá. Nicméně v roce 2000 se 68 % obyvatelstva stále dorozumělo rétorománštinou, která je i nadále jediným jazykem úředním jazykem.
Následující tabulka ukazuje vývoj v posledních desetiletích:
| Jazyky ve S-chanfu |                   |                   |                   |                   |                   |                   |
| Jazyk              | Sčítání lidu 1980 | Sčítání lidu 1980 | Sčítání lidu 1990 | Sčítání lidu 1990 | Sčítání lidu 2000 | Sčítání lidu 2000 |
| Jazyk              | Počet             | Podíl             | Počet             | Podíl             | Počet             | Podíl             |
| Němčina            | 74                | 16,02 %           | 129               | 25,60 %           | 231               | 37,26 %           |
| Rétorománština     | 344               | 74,46 %           | 336               | 66,67 %           | 321               | 51,77 %           |
| Italština          | 26                | 5,63 %            | 27                | 5,36 %            | 35                | 5,65 %            |
| Počet obyvatel     | 462               | 100 %             | 504               | 100 %             | 620               | 100 %             |

## Doprava

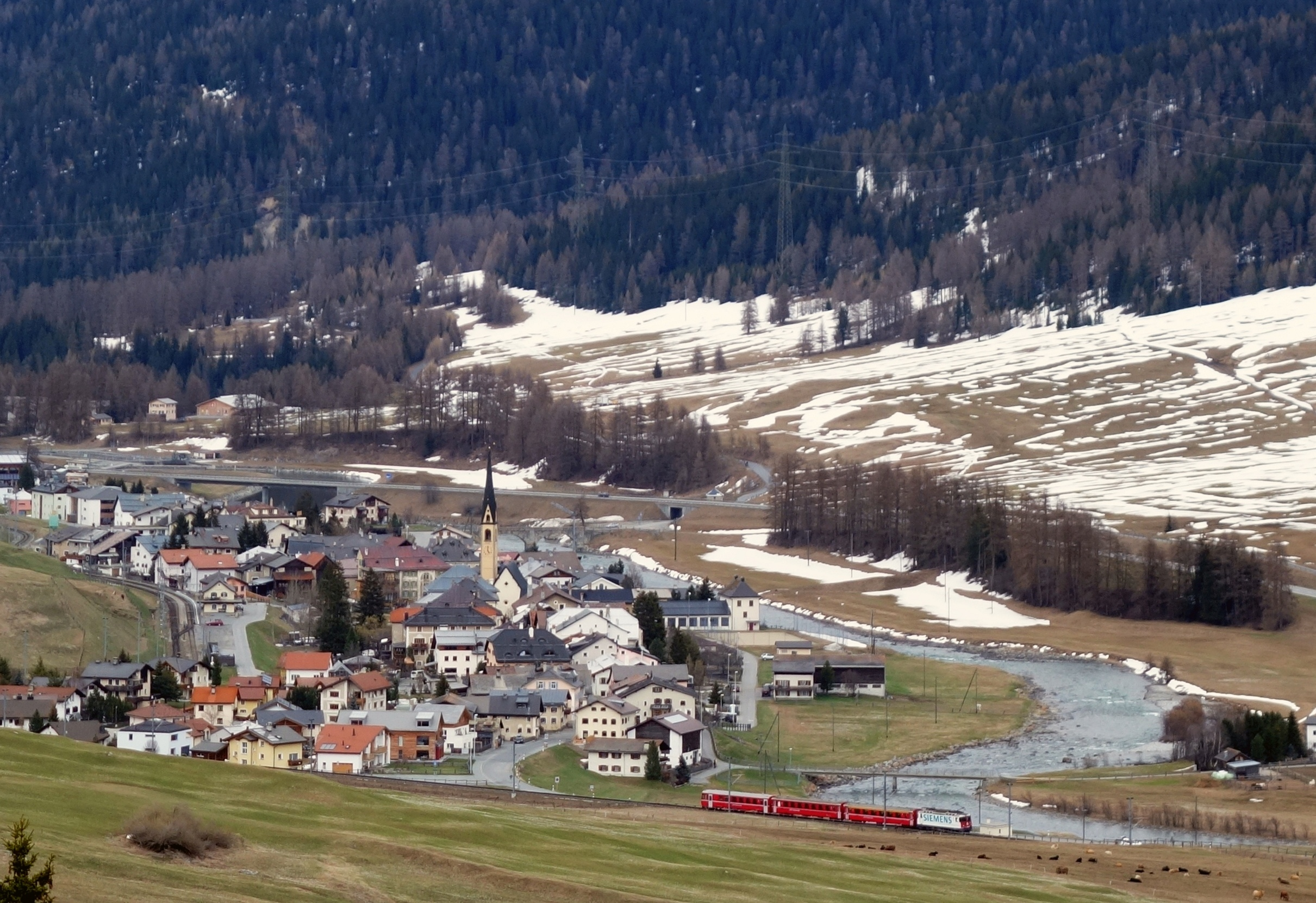
S-chanf na jaře, s vlakem Rhétské dráhy v popředí

S-chanf leží na železniční trati Bever – Scuol-Tarasp, vedoucí údolím Engadin. Trať provozuje Rhétská dráha. Na území obce se nachází tři vlakové stanice a zastávky: S-chanf, S-chanf Marathon a Cinuos-chel-Brail.
Silniční spojení je zajištěno kantonální silnicí č. 27 (Svatý Mořic – Scuol), vedoucí obchvatem okolo obce.